# Abdul-Baha

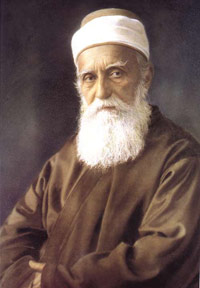
Abdul-Baha

ʿAbd-al-Bahāʾ (vanlig transkribering fr arabiskan), 'Abdu'l-Bahá (bahá'í-transkribering), född 23 maj 1844 i Teheran i nuvarande Iran som `Abbás Effendi, död 28 november 1921 i Haifa i nuvarande Israel, var Bahá'í-trons ledare och uttolkare från 1892. Han var äldste son till Bahá'u'lláh, vars testamente gav honom religionens ledarposition.,
| ” | För att finna sanningen måste vi ge upp våra fördomar, våra egna små triviala föreställningar<, ett öppet mottagligt sinne är det väsentliga. Människan måste älska ljuset från vilken horisont det än uppgår. Människan måste söka efter sanningen oavsett från vilken källa den leder sitt ursprung. Detta är en ny tidsålder av mänsklig kraft. Alla världens horisonter är upplysta. Jorden kommer att förvandlas till en trädgård, ja ett paradis. Stunden är inne då alla människor skall enas och samlas. | „ |

## "Mästaren"
'Abdu'l-Bahá föddes samma natt som religionsstiftaren Báb för första gången förkunnade sitt religiösa budskap i Shiraz, om en "ny era för mänskligheten". När `Abdu'l-Bahá som åttaåring träffade sin far i fängelset, sägs han genom en ingivelse ha förstått att Bahá'u'lláh var den utlovade Gudsbudbäraren för vår tid. Därmed inleddes `Abdu'l-Bahás fyrtioåriga profetiska karriär kantad av prövningar, förföljelser, landsförvisning och fångenskap. Han var sin faders mest trogne ledsagare. 
Under den påföljande landsförvisningen, och under vistelsen i Adrianopel blev han känd som "Mästaren". I fängelsestaden `Akká kom en mängd sökare och troende för att träffa Bahá'u'lláh, och då tog `Abdu'l-Bahá emot besökarna. De som han kunde bedöma som äkta sanningssökare fick tillstånd att träffa hans far. Vid Bahá'u'lláhs bortgång, år 1892, var det `Abdu'l-Bahá som i sin fars testamente utsetts till "förbundets mittpunkt", "trons sanna exempel" och "lärans enda tolkare". Hans ord skulle därmed ha samma giltighet som Bahá'u'lláhs egna ord. `Abdu'l-Bahá förklarade och utbredde sin fars lära, och `Abdu'l-Bahás brev, tal, texter och skrifter utgör en stor del av bahá'ískrifterna.

## Striden med halvbrodern Muhammad Ali
'Abdúl-Bahás halvbror, Mírzá Muhammad Ali föddes i Bagdad 1853, och var således nio år yngre än 'Abdu'l-Bahá. Muhammad Alis mor var Bahá'u'lláhs andra hustru, Fatimih eller Mahd-i-'Ulya, som Bahá'u'lláh äktade i Teheran 1849 och som avled 1904, och som efter sin död förklarades vara en förbundsbrytare., Bahá'u'lláh – som såg sig själv symboliskt som "trädet" och "rötterna till en ny religionsordning" – kallade Muhammad Ali för den "Den större grenen" (Ghuṣn-i-Akbar) medan 'Abdu'l-Bahá titulerades "Den allra mäktigaste grenen" (Ghuṣn-i-A`ẓam). När Bahá'u'lláh avlidit 1892, framgick det att han utpekat 'Abdu'l-Bahá till sin efterträdare och "Förbundets centrum", och att halvbrodern Muhammad 'Ali kom närmast efter honom i rang. Bahá'u'lláh hade förmodligen tänkt sig att Muhammad Ali skulle stödja och avlasta sin äldre halvbror. 'Abdu'l-Bahá hade inga vuxna levande söner, så halvbrodern Muhammad Ali var dessutom de facto hans efterträdare., Det framgår inte tydligt i bahá'í-litteraturen i vilken utsträckning Muhammad Ali ska ha sammanlevt med sin biologiske och landsförvisade far Bahá'u'lláh under uppväxten och tiden som ung man. 'Abdu'l-Bahá delade däremot sin faders exil, fångenskap, och från Akka-tiden 1868 även interneringen i fängelsestaden.
Enligt vissa tolkningar bland senare tiders bahá'í-troende ville Muhammad Ali omedelbart ha makten över den lilla, men växande, religionen själv, men det man kan konstatera är att Muhammad Ali ogillade den starka personkult som bildades kring 'Abdu'l-Bahá. Efter någon tid började Muhammad-Ali klaga på att 'Abdu'l-Bahá inte ville ha någon maktdelning alls. 'Abdu'l-Bahá å sin sida, hade problem att få fullt godkännande av många av sina släktingar. Vissa ifrågasatte hans totala ledarskap mer än Muhammad Ali inledningsvis gjorde. Resten av världens bahá'í-troende – de som var långt ifrån 'Abdu'l-Bahá – behövde däremot en karismatisk person att samlas kring eftersom tolkningarna av vad bahá'í egentligen var stretade åt olika håll. 'Abdu'l-Bahá behövde vara tydlig och auktoritär när han skulle slå fast vad fadern Bahá'u'lláh egentligen hade menat i svårare passager av sina skrifter. Muhammad Ali ska med tiden ha utvecklat känslor av svartsjuka gentemot `Abdu'l-Baha tillsammans med ett konspirationstänkande som också fanns hos många andra släktingar. Men när han antydde inför världen att 'Abdu'l-Bahá utövat en otillbörlig påverkan på fadern, kunde han knappt få stöd från någon grupp av bahá'íer i världen.,
Anklagelserna trappades upp från båda sidor, men när Muhammad Ali vände sig till myndigheterna och anklagade 'Abdu'l-Bahá för att konspirera mot den Osmanska regimen, resulterade det i att 'Abdu'l-Bahá kastades i fängelse och att både han och hans familj var nära att avrättas. 'Abdu'l-Bahá var ju fortfarande fånge efter faderns död. Han hade kunnat röra sig relativt fritt i `Akká-området, men fick inte lämna regionen eller missionera. 'Abdu'l-Bahá berättade först i sitt testamente och sista vilja i detalj för resten av världen om hur Muhammed Ali hade varit otrogen mot Förbundet och utsatt hans egen person, hustru, barn och barnbarn för livsfara. Han förklarade Muhammad Ali vara förbundsbrytare och utsåg sin unge dotterson Shoghi Effendi till efterträdare istället för den nu ur religionen uteslutne Muhammad Ali., Muhammad Ali, som avled 1937, har kallats "Bahá'í-rörelsens anti-krist", och Shoghi Effendi (1897 – 1957) titulerade honom "Arch-Breaker av Bahá'u'lláhs Covenant".,

## Resor till väst
Vid ungturkarnas revolution var `Abdu'l-Bahá fängslad, men blev frigiven i september 1908, och han flyttade från `Akká till Haifa. Vid bahá'íernas nyår den 21 mars 1909 gravlade han Bábs stoft på den plats som Bahá'u'lláh hade anvisat för en framtida helgedom. År 1910 åkte han till Alexandria, Egypten och började en serie resor i Afrika, Europa och Amerika. Under sina resor spred `Abdu'l-Bahá sin fars budskap och talade i alla slags föreningar, kyrkor, synagogor, andra religionssamfund och vetenskapliga församlingar. Hans budskap innehöll alltid principen om "Guds enhet, profeternas enhet, religionens enhet och mänsklighetens enhet".
Den 11 april 1912 ankom `Abdu'l-Bahá till New York, USA, och reste under åtta månader från kust till kust för att träffa alla sorters människor. Under sitt besök i USA och Kanada träffade `Abdu'l-Bahá bland annat Alexander Graham Bell, Andrew Carnegie, Theodore Roosevelt och andra viktiga ledare. Under resan lyckades han få en god täckning i massmedierna.
Den 28 november 1921, vid 78 års ålder gick `Abdu'l-Bahá bort, stilla och fridfullt i Haifa. Omkring tiotusen människor; judar, kristna, muslimer och representanter från flera olika samfund gav sin erkänsla till denna man som arbetat för mänsklighetens enhet och världsfred. I `Abdu'l-Bahás testamente upprättades institutionen för lärans beskydd, och han utnämnde sin äldste dotterson, Shoghi Effendi till "beskyddare" och ledare för det växande internationella bahá'í-samfundet.

## Svenskar som var i kontakt med eller påverkades av `Abdu'l-Bahá
- Ivan Aguéli född 24 maj 1869 i Sala (släktsnamn Agelii). Han var en av de första skandinaver som var i kontakt med bahá'í, då han träffade `Abdu'l-Bahá när han bodde i Ramleh, nära Alexandria, Egypten. Ivan Aguéli bosatte år 1902 sig i Egypten och hans närmaste vänner var bahá'íer som öppnade sina hem för honom. Han tog sig namnet Abd Al-Hadi, "Vägledarens tjänare", och startade den arabisk-italienska tidskriften An-Nadi - Il Convito, som kom ut med sitt första nummer 22 maj 1904. Han slutade sina dagar som en fattig man i Barcelona den 1 oktober 1917.
- Louise Melander född 12 december 1871 i Månstad, Älvsborgs län. Hon hade kommit i kontakt med bahá'íer i Amerika och fick ett brev från `Abdu'l-Bahá år 1900. Hon var representant för Norge och Sverige tillsammans med `Abdu'l-Bahá var hon med att lägga grundstenen för bahá'í-templet i Chicago år 1912. Vid ett besök i Sverige år 1917 levererade hon "Tablets of Abdu'l-Baha" till Kungliga Biblioteket och Universitetsbiblioteket i Lund. Louise Melander avled den 12 oktober 1960 i Göteborg.
- August Rudd född i Värmland nära svensk-norska gränsen den 7 augusti 1871. År 1893 utvandrade han och bröderna till Amerika. De bosatte sig i Kenosha, Wisconsin och i Chicago fick de höra om Bahá'í. Hösten 1919 skrev August Rudd till `Abdu'l-Bahá att han ville flytta tillbaka till Sverige, något som `Abdu'l-Bahá accepterade. I juli 1920 flyttade han tillbaka till Boda i Värmland och är den första bahá'í-pionjären i Sverige. August Rudd dog 13 februari 1926 och ligger begravd på Östervallskogs kyrkogård.

## Skrifter
Nedan finns en lista över 'Abdúl-Bahás många böcker, skrifter och tal:
- Foundations of World Unity
- Memorials of the Faithful
- 'Abdu'l-Bahá i Paris (Paris Talks)
- Secret of Divine Civilization
- Some Answered Questions
- Tablets of the Divine Plan
- Tablet to Auguste-Henri Forel
- Tablet to The Hague
- Will and Testament of `Abdu'l-Bahá
- Promulgation of Universal Peace
- Selections from the Writings of 'Abdu'l-Bahá
- Divine Philosophy
- Treatise on Politics / Sermon on the Art of Governance